# Otwór odżywczy
Otwór odżywczy (łac. foramen nutricium) – otwór w kości, przez który wnikają do kości odżywiające ją naczynia (vasa nutricia), przebiegające w kości zbitej przez kanały odżywcze (canales nutricii).